# 格迪徹斯岩
格迪徹斯岩（英語：Gedges Rocks），是南極洲的岩石，位於葛拉漢地的葛拉漢海岸，處於格里姆岩西北面6公里和圖森角西南面19公里，由英國探險隊發現，現時由南極條約體系管理。